# BAC Mirande
Basket Astarac Club Mirande was een Franse professionele damesbasketbalclub  uit Mirande. De club werd opgericht in 1975. Eind jaren 80 was de club de sterkste in het Franse basketbal met het winnen van drie nationale kampioenschappen op rij tussen 1988 en 1990. In 1989 en 1990 haalde BAC Mirande de halve finale van de EuroLeague Women. In 1997 werd het team ontbonden.

## Erelijst
- Landskampioen Frankrijk: 3

Winnaar: 1988, 1989, 1990
Tweede: 1991
- Coupe de France:

1986 (Runner-up)
- EuroLeague Women:

Halve finale: 1989, 1990

## Bekende (oud)-coaches
- Alain Jardel (1975-1992)
- Jacques Commères (1992-1997)

## Bekende (oud)-spelers
- Martine Campi
- Florence Roussel
- Kostadinka Radkova
- Nadine Gimenez
- Nathalie Étienne-Bergeaud
- Marina Ferragut
- Carole Force
- Judith Medgesy
- Shannon Mac Gee
- Anna Kotočová
- Lætitia Moussard
- Yannick Souvré
- Olga Soecharnova
- Corinne Zago
- Annick Lalanne
- Isabelle Huchon
- Nadine Gimenez
- Valérie Garnier